# 夕陽海岸
夕陽海岸是香港一項倡議中的工程，內容是於香港島西部興建一條海濱長廊，北至堅尼地城，南至香港仔，全長5英里。這個旅遊文化景點，將會集休憩、消閒及教育於一身。
長廊的位置大致與香港4號幹線堅尼地城至香港仔段相若，經摩星嶺、沙灣、鋼綫灣、瀑布灣、雞籠灣及田灣，至現時香港仔海濱公園（未來的香港仔漁人碼頭）一帶。
夕陽海岸的命名，是由於長廊的海岸線向西，其夕陽落日景觀將成為長廊的賣點。

## 後續發展
2011年，南區區議會重新研究連接香港仔至堅尼地城的海濱長廊，提供行人徑及單車徑。